# 曲松 (解放军)
曲松（？—）籍贯不详，中国人民解放军少将。

## 生平
曲松曾长期在中国人民解放军总参谋部任职，历任中国人民解放军总参谋部动员部民兵局局长、国家国防动员委员会综合办公室专职副主任、中国人民解放军总参谋部动员部副部长等职。2016年7月，曲松首次以中央军委国防动员部办公厅主任身份亮相。2016年9月，曲松首次以中央军委国防动员部副部长身份亮相。